# Eduard Schilke
Eduard Schilke (* 11. Januar 1892 in Danzig; † unbekannt) war ein deutscher Politiker (Zentrumspartei, CDU) und Landtagsabgeordneter im Danziger und im Sachsen-Anhaltischen Landtag.

## Leben
Eduard Schilke besuchte die Gemeindeschule und danach das städtische Gymnasium in Danzig bis zur Obersekunda. Er arbeitete im gehobenen Justizdienst und legte im Februar 1914 die Prüfung zum Justizobersekretär ab. Im Ersten Weltkrieg leistete er Kriegsdienst und arbeitete danach beim Amtsgericht Danzig und Landgericht Danzig als Justizinspektor. Ab Juni 1931 war er Vorsitzender des Landesarbeitsamtes in Danzig.
Politisch gehörte er der Zentrumspartei an und war für diese 1919 bis Oktober 1930 Abgeordneter in der Verfassungsgebenden Versammlung bzw. des Volkstags der freien Stadt Danzig.
Mit der Machtergreifung der Nationalsozialisten 1933 wurde er des Amtes enthoben und konnte seine politische Arbeit nicht fortsetzen. Im September 1945 kam er nach der Flucht aus Danzig in Salzwedel an und trat dort der CDU bei. Im März 1947 wurde er durch den Kreistag zum Kreisrat gewählt.
Am 15. April 1947 rückte er nach dem Ausscheiden von Erich Fascher in den Landtag nach. Nach seiner Flucht in den freien Westen beantragte in der Landtagssitzung vom 25. Februar 1950 der Abgeordnete Leopold Becker (CDU) die Aberkennung seines Landtagsmandats.

„Der Abgeordnete Schilke hat in erheblichem Maße unsere Parteilinie verlassen und er hat darüber hinaus auch das Gebiet der DDR verlassen. ... Wir bitten, die Aufhebung des Mandats des Herren Schilke zu erkennen“

Gegen den Antrag wagte kein Abgeordneter zu stimmen.